# Dion Cooper
Dion Cuiper (* 29. November 1993) – bekannt als Dion Cooper – ist ein niederländischer Singer-Songwriter. Gemeinsam mit Mia Nicolai vertrat er sein Land beim Eurovision Song Contest 2023 in Liverpool mit dem Song Burning Daylight.

## Leben
Sein Vater spielte Schlagzeug in seiner Freizeit und machte seinen Sohn schon früh mit der Musik von Toto, The Beatles und Jimi Hendrix bekannt. Mit vier Jahren fing Dion an, von einer Karriere als Musiker zu träumen. Mit Fünfzehn griff er zur Gitarre und begann zu singen und seine eigenen Lieder zu schreiben. 

## Karriere
Er nahm 2015 bei der sechsten Staffel von The Voice of Holland teil – er überstand die Blind Auditions, aber schied in den Battles gegen Brace aus. 
Am 1. November 2022 gab AVROTROS bekannt, dass er zusammen mit Mia Nicolai die Niederlande beim Eurovision Song Contest 2023 in Großbritannien vertreten werde. Die beiden wurden 2020 von Duncan Laurence, dem Gewinner des Eurovision Song Contest 2019, und dessen Partner Jordan Garfield zusammengebracht. Mit dem Lied Burning Daylight traten die beiden im ersten Halbfinale am 9. Mai 2023 an, konnten sich jedoch nicht für das Finale qualifizieren.

## Diskografie

### EPs
- 2021: Too Young Too Dumb

### Singles
- 2020: Much Higher
- 2020: Jealousy
- 2020: Too Young Too Dumb
- 2020: Simple
- 2020: Bobbie’s Song
- 2021: Cold
- 2021: Fire (feat. Maxine)
- 2022: Know
- 2022: Blue Jeans
- 2023: Burning Daylight (mit Mia Nicolai)